# El Hakimia
El Hakimia è un comune dell'Algeria, situato nella provincia di Bouira.